# Cyclocross Pilsen
De Cyclocross in Pilsen is een veldrit die jaarlijks wordt georganiseerd in de Tsjechische stad Pilsen.
Tussen 1989 en 1996 behoorde de wedstrijd tot de Superprestige veldrijden en van 2009 tot 2013 tot de Wereldbeker.

## Erelijst
| Datum | Klassement | Cat. | Winnaar             | Tweede              | Derde                |
| ----- | ---------- | ---- | ------------------- | ------------------- | -------------------- |
| 2012  |            |      | Niels Albert        | Klaas Vantornout    | Kevin Pauwels        |
| 2011  |            |      | Sven Nys            | Kevin Pauwels       | Zdeněk Štybar        |
| 2010  |            |      | Zdeněk Štybar       | Kevin Pauwels       | Niels Albert         |
| 2009  |            |      | Niels Albert        | Sven Nys            | Zdeněk Štybar        |
| 2008  |            |      | Martin Zlámalík     | Kamil Ausbuher      | David Kášek          |
| 2007  |            |      | Zdeněk Štybar       | Zdeněk Mlynář       | Radomír Šimůnek jr.  |
| 2006  |            |      | Zdeněk Mlynář       | Jan Chrobák         | Ondřej Bambula       |
| 2005  |            |      | Petr Dlask          | Martin Bína         | Kamil Ausbuher       |
| 2004  |            |      | Zdeněk Mlynář       | Petr Dlask          | Radomír Šimůnek jr.  |
| 1996  |            |      | Mario De Clercq     | Marc Janssens       | Erwin Vervecken      |
| 1995  |            |      | Wim de Vos          | Luca Bramati        | Jiří Pospíšil        |
| 1994  |            |      | Radomír Šimůnek sr. | Marc Janssens       | Pavel Elsnic         |
| 1993  |            |      | Marc Janssens       | Wim de Vos          | Beat Wabel           |
| 1992  |            |      | Pavel Elsnic        | Thomas Frischknecht | Daniele Pontoni      |
| 1991  |            |      | Radomír Šimůnek sr. | Daniele Pontoni     | Pavel Elsnic         |
| 1990  |            |      | Danny De Bie        | Radomír Šimůnek sr. | Rudy Thielemans      |
| 1989  |            |      | Danny De Bie        | Radomír Šimůnek sr. | Christian Hautekeete |